# Oreophryne anthonyi
Oreophryne anthonyi ist eine Amphibienart aus der Familie der Engmaulfrösche (Microhylidae).

## Merkmale
Die Art erreicht eine Länge von 45 Millimetern. Die Tiere sind sehr wechselnd gefärbt. Die Körperoberseite ist grau, braun oder rötlich und schwarz gefleckt oder gesprenkelt oder mit großen hellen Flecken. Zuweilen ist in der Mitte des Rückens eine feine helle Längslinie vorhanden. Oberschenkel und Körperunterseite sind braun und einfarbig oder gelb gefleckt oder gelblich marmoriert mit dunkelbrauner Netzzeichnung. Der Vorderkopf ist kurz und abgerundet. Der Canthus rostralis ist deutlich erkennbar. Die Zügelregion ist vertieft. Der Interorbitalraum ist so breit wie ein oberes Augenlid. Das Trommelfell ist deutlich erkennbar und kaum halb so breit wie das Auge. Der erste Finger ist kürzer als der zweite. Die Haftscheiben der Finger sind sehr groß und annähernd dreieckig, breiter als lang und viel größter als die der Zehen. Die Zehen sind durch eine Spur Schwimmhaut verbunden. Subarticularhöcker und Metatarsalhöcker sind nicht vorhanden. Bei an den Körper angelegtem Hinterbein reicht das Tibiotarsalgelenk bis zur Schulter oder zum Trommelfell. Die Haut ist glatt und auf Kehle und Bauch gefeldert. Gelegentlich kann in der Rückenmitte eine feine Längsfalte vorhanden sein und ein Paar dicht hinter dem Kopf zum Rücken hin konvergierender Linien.

## Vorkommen
Oreophryne anthonyi kommt im Südosten von Papua-Neuguinea vom Owen-Stanley-Gebirge in der Central Province bis zum Mount Dayman in der Milne Bay Province vor.

## Systematik
Oreophryne anthonyi wurde 1897 von George Albert Boulenger als Sphenophryne Anthonyi erstbeschrieben. Van Kampen stellte die Art 1919 in die Gattung Oreophryne.

## Gefährdung
Oreophryne anthonyi wird von der IUCN als „Least Concern “ (ungefährdet) eingestuft.